# Station Dęba Rozalin
Station Dęba Rozalin is een spoorwegstation in de Poolse plaats Nowa Dęba.